# Lagarto (U-Boot)
Die Lagarto (SS-371) war ein U-Boot der Balao-Klasse der United States Navy. Es war während des Zweiten Weltkrieges im Pazifik gegen Japan eingesetzt und ging am 3. Mai 1945 verloren. Das Wrack wurde erst 2005 entdeckt.

## Geschichte
Das dieselelektrisch angetriebene U-Boot wurde Anfang 1944 bei der Manitowoc Shipbuilding Company auf Kiel gelegt und nach viereinhalb Monaten vom Stapel gelassen. Es wurde von Emily Taft Douglas, Kongressabgeordnete aus Illinois, getauft. Am 14. Oktober 1944 wurde das Boot in Dienst gestellt.
Nach der Indienststellung fuhr die Lagarto zum Panama-Kanal und am 9. Dezember schließlich nach Pearl Harbor, wo Umbauten an Waffen und dem Steuerbordpropeller vorgenommen wurden, die bis zum 23. Januar 1945 dauerten. Am 24. Januar verließ das Boot schließlich den Hafen zusammen mit der Haddock (SS-231). Die beiden U-Boote erreichten am 5. Februar Tanapag Harbor auf Saipan. Am 7. Februar legten die beiden Boote zusammen mit der Sennet ab und fuhren in Richtung Ogasawara-Inseln, wo japanische Wachboote zerstört werden sollten, um einen Angriff auf die Inseln zu ermöglichen. Die Lagarto verspätete sich auf dem Weg und konnte nicht an dem koordinierten Angriff teilnehmen.
Am 13. Februar um 6:20 Uhr eröffnete die Lagarto mit ihren Geschützen das Feuer auf mehrere japanische Boote. Innerhalb von ca. 30 Minuten versenkten die drei U-Boote die No.8 Kotoshiro Maru und die No.3 Showa Maru, zwei Wachboote, die umgebaute Trawler waren. Am Abend entdeckte die Haddock zwei weitere japanische Boote. Der Angriff am nächsten Tag scheiterte aufgrund ausgehender Munition, lediglich die No.3 Kanno Maru wurde beschädigt.
Am 24. Februar entdeckte die Lagarto vor Okino Shima ein U-Boot, das man für eine Einheit der Ro-Klasse hielt, und schoss um 11:08 Uhr vier Torpedos auf das Boot ab. Das Geräusch einer Explosion wurde aufgefangen und später ein Funkspruch des Ziels: attack in position 32-41 N., 132-36 E. Damage sustained... Einige Minuten später wurde ein Geräusch aufgezeichnet, das wie ein brechender Rumpf klang. Später wurde das U-Boot als I-371 identifiziert. Im weiteren Verlauf der Patrouille entdeckte und meldete die Lagarto weitere Wachboote. Am 7. März wechselte sie die Gebiete mit der Haddock.
Am 13. März verließ die Lagarto ihr Patrouillengebiet, um die Marinebasis Subic Bay auf den Philippinen anzulaufen, wo Munition und Torpedos nachgeladen werden sollten. Auf dem Weg traf die Lagarto mit der Haddock zusammen, wobei sie ein japanisches U-Boot entdeckten, das ihnen aber entkam. Am 20. März erreichte das Boot den Stützpunkt.
Am 12. April verließ das Boot Subic Bay und ging auf Patrouille im Golf von Thailand. Das Begleit-U-Boot Baya (SS-318) entdeckte am 2. Mai vier Kontakte. Auch die Lagarto hatte den Konvoi aufgefasst. Die Baya schoss vier Torpedos ab, jedoch wurden die beiden U-Boote von starkem Geschützfeuer der Japaner vertrieben. Am nächsten Tag trafen sich die beiden Kommandanten der amerikanischen U-Boote. Sie wollten einen weiteren Angriff auf den Konvoi versuchen, diesmal getaucht. Um 15:00 Uhr sendete die Baya den ersten Kontaktreport an die Lagarto. Nachdem um 23:47 Uhr immer noch keine Antwort eingegangen war, entschied der Kommandant der Baya, den Angriff allein durchzuführen, wieder erfolglos. Von der Lagarto wurde kein Kontakt mehr empfangen.
Das U-Boot wurde am 10. August für „überfällig, vermutlich verloren“ erklärt und am 1. September 1945 aus dem Schiffsregister gestrichen. Untersuchungen nach Ende des Krieges zeigten, dass die Lagarto vermutlich vom Minenleger Hatsutaka versenkt wurde, der am 3. Mai gemeldet hatte, auf der Position 7° 55′ N, 102° 0′ O Wasserbomben auf ein getauchtes Ziel in 30 Faden (ca. 55 Meter) Tiefe geworfen zu haben.

## Entdeckung des Wracks

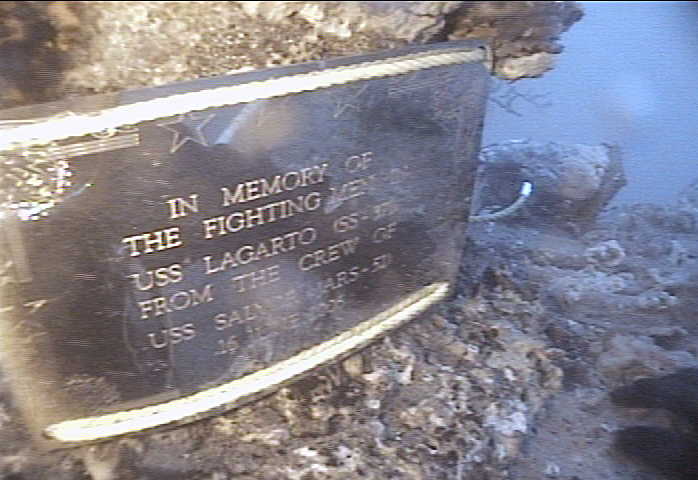
Am Wrack angebrachte Plakette

Im Mai 2005 entdeckten Wracktaucher aus England ein Wrack in der fraglichen Region im Golf von Thailand. Die Taucher entdeckten an dem gut erhaltenen Wrack einen Riss am Backbordbug, was auf eine Wasserbombe hinweist. Ebenso war die Mündungsklappe eines Torpedorohres offen und das Rohr selbst leer, was darauf hinweist, dass die Lagarto einen Torpedo abgeschossen hatte.
Im Juni 2006 sandte die US Navy das Bergungsschiff Salvor an die Stelle. An sechs Tagen wurden Tauchgänge durchgeführt, die klar zeigten, dass es sich um ein Boot der Balao-Klasse handelte. Auf einem Propeller wurde der Schriftzug Manitowoc gefunden, die Bauwerft der Lagarto.